# Mesoderma

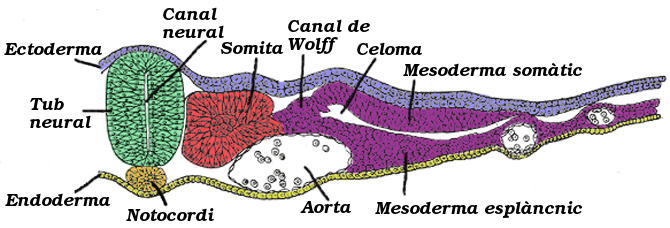
Esquema en el que es distingeix el mesoderma

El mesoderma és una de les tres capes germinals que apareix durant el desenvolupament embrionari i que se situa entre l'ectoderma i l'endoderma. És present en animals triblàstics. Aquest genera la sang, cor, ronyó, gònades, ossos, músculs i teixit connectiu.
Alguns dels derivats del mesoderma inclouen el múscul (llis, cardíac i esquelètic), músculs de la llengua (somites occipitals), arcs faringis (músculs de la masticació, músculs de les expressions facials), el teixit conjuntiu, la dermis i la capa subcutània de la pell, os i cartílag, duramàter, endoteli de vasos sanguinis, glòbuls vermells, glòbuls blancs i micròglia, els ronyons i l'escorça suprarenal.
Hi ha tres components importants en el mesoderma, aquests són: el mesoderma paraxial, el mesoderma intermedi i el mesoderma de la placa lateral.

## Introducció
Entre la fecundació i el naixement, l'organisme que està en desenvolupament és conegut com a embrió. Com a embrió, t'has de desenvolupar a partir d'una única cèl·lula. Has de respirar abans de tenir pulmons, alimentar-te abans de tenir estómac i formar arrels de neurones abans de saber com pensar. Una de les diferències fonamentals entre els éssers vius i una màquina és que mai cal que una màquina funcioni fins després d'haver estat construïda. Cada organisme multicel·lular ha de funcionar, fins i tot, abans d'haver-se desenvolupat ell mateix. Per aquest motiu el concepte de desenvolupament embrionari és tan sorprenent com complicat.
S'inicia amb la fecundació, procés en el qual es forma un zigot que s'anirà dividint en diverses cèl·lules al llarg del temps (segmentació). Durant la segmentació, l'enorme volum del citoplasma del zigot es divideix en nombroses i petites cèl·lules, mitjançant el procés conegut com a mitosi, denominades blastòmers, amb total potencialitat per formar un nou individu independent. Al final de la segmentació, els blastòmers normalment han format una esfera, coneguda com a blàstula.

## Formació de les capes germinals
Després que la taxa de divisió mitòtica disminueix, els blastòmers experimenten moviments dramàtics i canvien les seves posicions relatives a altres diferents. Aquestes successions minucioses de reorganitzacions cel·lulars reben el nom de gastrulació, en la qual l'embrió es troba en un estat de gàstrula.
La gastrulació és una fase primerenca en el desenvolupament embrionari de la majoria d'animals, en la qual la blàstula d'una sola capa es reorganitza en una estructura multicapa coneguda com la gàstrula. Mitjançant aquesta fase, l'embrió passa de ser una làmina epitelial a un embrió que comença a diferenciar-se per establir llinatges cel·lulars diferents, s'estableix els eixos bàsics del cos (dorsal-ventral, anterior-posterior) i internalitza més tipus de cèl·lules.
Aquest procés comporta l'aparició de les capes germinals: l'ectoderm que dona lloc a l'epidermis de la pell i el sistema nerviós; el mesoderma, que dona lloc al sistema locomotor, teixit connectiu i altres òrgans interns; i l'endoderm, que produeix l'epiteli del tub digestiu i els seus òrgans associats (incloent-hi els pulmons). Tot i així, les capes no formen els seus respectius òrgans autònomament, més aviat necessiten ajuda una de les altres, i per tant, encara que hagin estat designades per a diferents fins, les tres s'influeixen entre sí col·lectivament fins a aconseguir un nivell apropiat. Per això, cap teixit vertebral és capaç de formar òrgans per si mateix, ha d'interaccionar amb altres teixits.

## Segmentació del mesoderma
En un començament les cèl·lules de la fulla germinativa mesodèrmica formen una prima línia de teixit lax a cada costat de la línia mitjana.
No obstant això, pel dissetè dia, les cèl·lules pròximes a la línia mitjana proliferen i formen una capa engrossida de teixit, anomenada mesoderma paraxial. Més lateralment, la fulla mesodèrmica segueix sent prima i es coneix com a làmina lateral (mesoderma lateral). Amb l'aparició i coalescència de cavitats intercel·lulars en el mesoderma lateral, el teixit queda dividit en dues fulles:
Una capa que continua amb el mesoderma que recobreix l'amnios, i que s'anomena full somàtica o parietal del mesoderma.
Una capa que continua amb el mesoderma que revesteix el sac vitel·lí, anomenada full esplàcnica o visceral del mesoderma.
Aquestes dues capes, en conjunt tenen una cavitat neoformada, la cavitat o celoma intraembrionari, que a banda i banda de l'embrió es continua amb la cavitat o celoma extraembrionari. El mesoderma intermedi connecta al mesoderma paraxial i a la làmina del mesoderma lateral.

### mesoderma intermedi
El mesoderma intermedi, està posicionat directament lateral al mesoderma paraxial i forma el sistema urogenital, que consisteix en ronyons, les gònades i els conducte associats. La regió externa (cortical) de la glàndula suprarenal també deriva d'aquesta regió.

### mesoderma lateral
La làmina del mesoderma lateral o mesoderma lateral se separa en les fulles parietal i visceral.
Fulla parietal: forma les parets corporals lateral i ventral juntament amb l'ectoderm que el recobreix. Les cèl·lules mesodèrmiques de la fulla parietal formaran membranes primes, denominades membranes seroses, que entapissen les cavitats peritoneal, pleural i pericardíaca i secreten un líquid serós.
Fulla visceral (esplàcnica): forma la paret de l'intestí juntament amb l'endoderm embrionari. Les cèl·lules mesodèrmiques de la fulla visceral formaran una membrana serosa prima al voltant de cada òrgan.
La làmina del mesoderma lateral dona lloc al cor, vasos sanguinis, i cèl·lules sanguínies del sistema circulatori així com el revestiment de les cavitats del cos. També dona lloc a l'esquelet pelvià i extremitats (però no les extremitats musculars, que són d'origen somític). El mesoderma lateral també ajuda a la formació d'unes sèries de membranes extraembrionàries que són importants per al transport de nutrients a l'embrió.

### mesoderma paraxial
El mesoderma paraxial està organitzat en segments. Aquests segments, coneguts com a somitòmers, apareixen primer a la regió cefàlica de l'embrió i es formen després en sentit cefalocaudal.
Cada somitòmer consisteix en cèl·lules mesodèrmiques disposades en espirals concèntriques al voltant del centre de la unitat.
A la regió cefàlica, els somitòmers es formen en coincidència amb la segmentació de la placa neural en neuromeres.
A partir de la regió occipital, els somitòmers s'organitzen caudalment en somites. Es van formant nous somites en direcció cefalocaudal.
La formació dels somites (somitogénesis) segmentats depèn d'un rellotge de segmentació establert "gens cíclics". Als gens cíclics pertanyen membres de la via de senyalització de Notch i de WNT que s'expressen en un patró oscil·latori al mesoderma presomític. Al seu torn aquests senyals activen periòdicament a gens del patró segmentari que regulen la formació del somita.
Un dels gens expressats de forma cíclica que funcionen com “rellotge” indicant la separació dels somites, és el gen Hairy1.
Està regulat per la via de senyalització Notch.
S'expressa en un patró dinàmic, primer en la porció caudal de cada somita i després en el mesoderma presomític formant una ona. És a dir, es va expressant en direcció a la regió anterior a mesura que es forma un nou somita.
L'expressió intrínseca d'aquests "gens rellotge" ha d'oscil·lar amb una periodicitat igual a la necessària per formar un somita.
L'oscil·lació de gens en les cèl·lules del mesoderma presomítico no és completament autònoma, la via de senyalització Notch el regula.
Els límits per a l'expressió dels gens del patró del Somita són regulats per l'àcid retinoic (AR) i per FGF8. AR s'expressen en un gradient rostrecaudal, mentre que FGF8 s'expressen en un gradient caudo-rostral, de tal manera que AR regulen positivament als gens que estableixen el patró del somita, mentre que FGF8 reprimeix l'activitat d'AR i inhibeix la maduració del mesoderma presomític en somites.

## Morfogènesi
Les nostres cèl·lules diferenciades no estan distribuïdes de manera aleatòria en el nostre organisme. És a dir, estan organitzades dins dels teixits i òrgans intricats. Durant el desenvolupament, les cèl·lules es divideixen, migren, i després moren; els teixits es pleguen i se separen. Els nostres teixits i òrgans sempre es troben en els mateixos llocs com per exemple, els nostres dits sempre es troben en les extremitats de les nostres mans, els ulls al cap i no en els nostres peus. Aquesta creació de forma en ordre es diu morfogènesi, i aquest embolica una coordinació del creixement, migració i mort cel·lular.
S'ha descobert que l'enzim Whsc1 és essencial per la diferenciació eficient de les cèl·lules mare embrionàries en el mesoderma. Quan s'inhibeix aquesta proteïna, la sortida de la pluripotència es retarda. Aquesta investigació ha estat feta en ratolins.

## Rellotge de segmentació
Els somites apareixen en ambdós costats de l'embrió exactament al mateix temps. Fins i tot, quan estan aïllades de la resta del cos, el mesoderma presomític se segmentarà en el moment apropiat i en la direcció correcta. El model actual predominant per explicar la formació sincronitzada dels somites és the clock-Wavefront model proposat per Cooke i Zeeman. En aquest model, dos sistemes convergents interactuen per regular (1) on una frontera es podrà formar (the Wavefront) i (2) quan la formació de la frontera epitelial hauria de passar (the clock).
The Wavefront, més aptament anomenat el front de determinació, està establert per un gradient caudo-rostral d'activitat FGF dins el PSM, el qual és invers al gradient rostral-cabal de l'àcid retinoic. El senyal FGF manté les cèl·lules PSM dins d'un estat d'immaduresa; per tant, la cèl·lules posicionades en llindars baixos de concentració d'activitat FGF es convertiran en competents per formar una frontera.
No obstant això, només aquelles cèl·lules que són competents i reben instruccions temporals per formar una frontera en realitat experimentaran epitelització (activació de la cascada Mespto-Eph).